# Зисис Довас
Зисис Йоану Довас Самарински (на гръцки: Ζήσης Ιωάννου Ντόβας Σαμαριναίος) е възрожденски зограф, най-типичният представител на Самаринската художествена школа.

## Биография
Роден е в голямото пиндско влашко село Самарина. Довас изписва множество църкви в XIX век. Изписва иконостаса в църквата „Свети Димитър“ в Просворо (Делвино) от 1875 година и заедно с Адам Христу Краяс създава стенописите в църквата „Свети Димитър“ в Месолури (Мецолово) в 1876 година.
Творчеството на Довас е обновяващ полъх в живописта, приемайки дискретно европейските влияния.